# 松ヶ江村 (福島県)
松ヶ江村（まつがえむら）は福島県北東部、相馬郡に属していた村。現在の相馬市北東部、宇多川河口右岸、太平洋と松川浦に面する常磐線相馬駅の北東一帯にあたる。

## 地理
- 湖沼：松川浦
- 河川：宇多川、小泉川

## 歴史
- 1889年（明治22年）4月1日 - 町村制の施行により、小泉村、北小泉村、新沼村、原釜村、尾浜村、和田村、本笑村、北飯淵村が合併して宇多郡松ヶ江村が発足。
- 1896年（明治29年）4月1日 - 所属郡が相馬郡に変更。
- 1929年（昭和4年）5月3日 - 中村町に編入。同日松ヶ江村廃止。

## 交通

### 鉄道路線
鉄道省常磐線が村域を通過するが、駅は所在しなかった。中村駅（現・相馬駅）が至近に所在。

### 道路
- 国道6号